# کاملیا
گل کاملیا (نام علمی: Camellia sasanqua)، درختی از تیره ترنسترومیاسه‌ها است که اگر در نارنجستان کاشته شود تا ۶ متر رشد می‌کند. از این گل گونه‌های زیادی به دست آمده برگ‌هایش دایمی و براق و گل‌هایش برنگ قرمز - سفید - صورتی - ابلق یا راه راه نیمه پرپر است که فصل زمستان باز می‌شود.
گل کاملیا را در نواحی مرطوب و گرم مانند رشت و مازندران به خوبی می‌توان در هوای آزاد کاشت ولی در نواحی معتدل سرد جزو گل‌های گلدانی است.

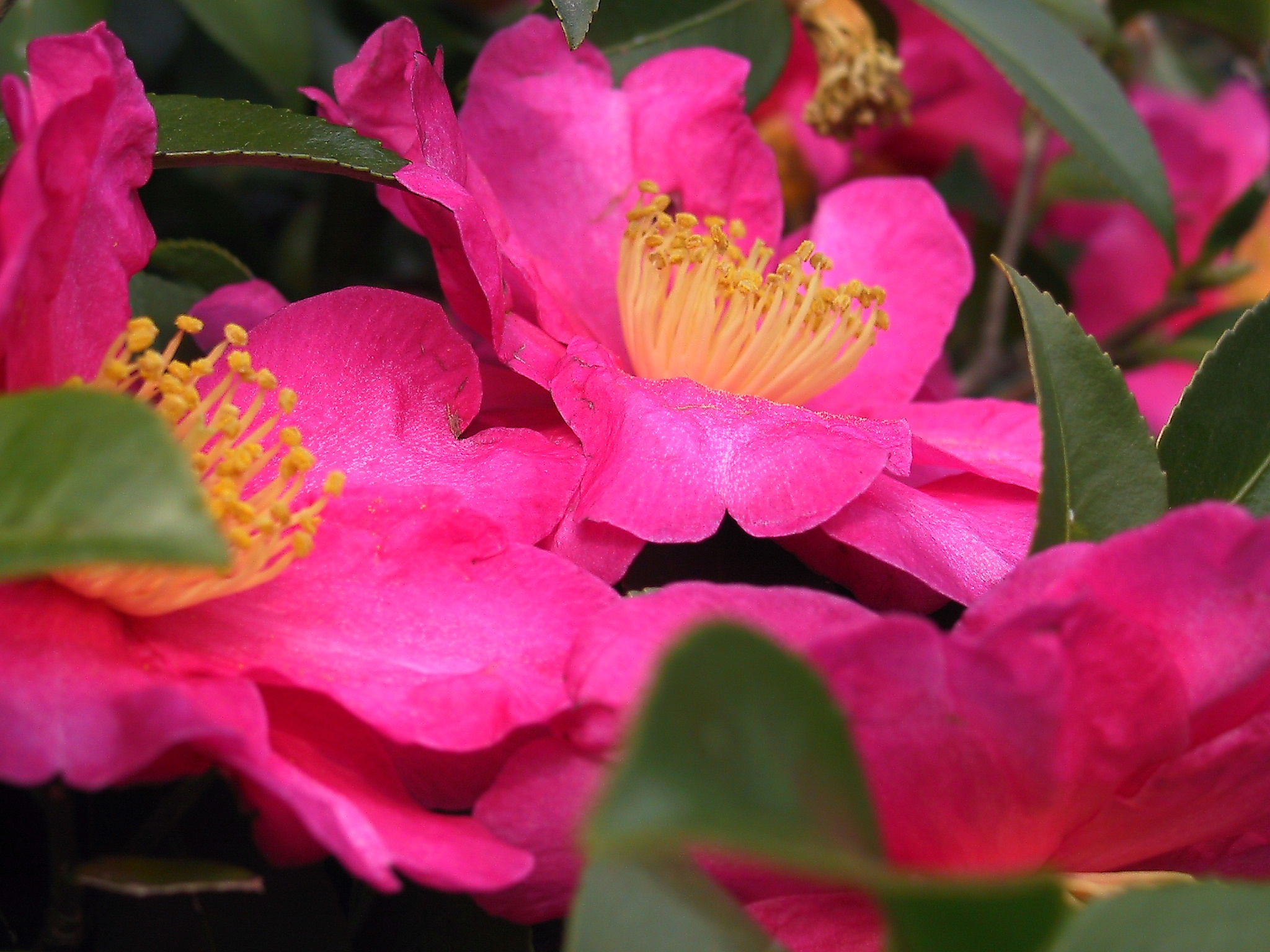
کاملیا

## نگارخانه

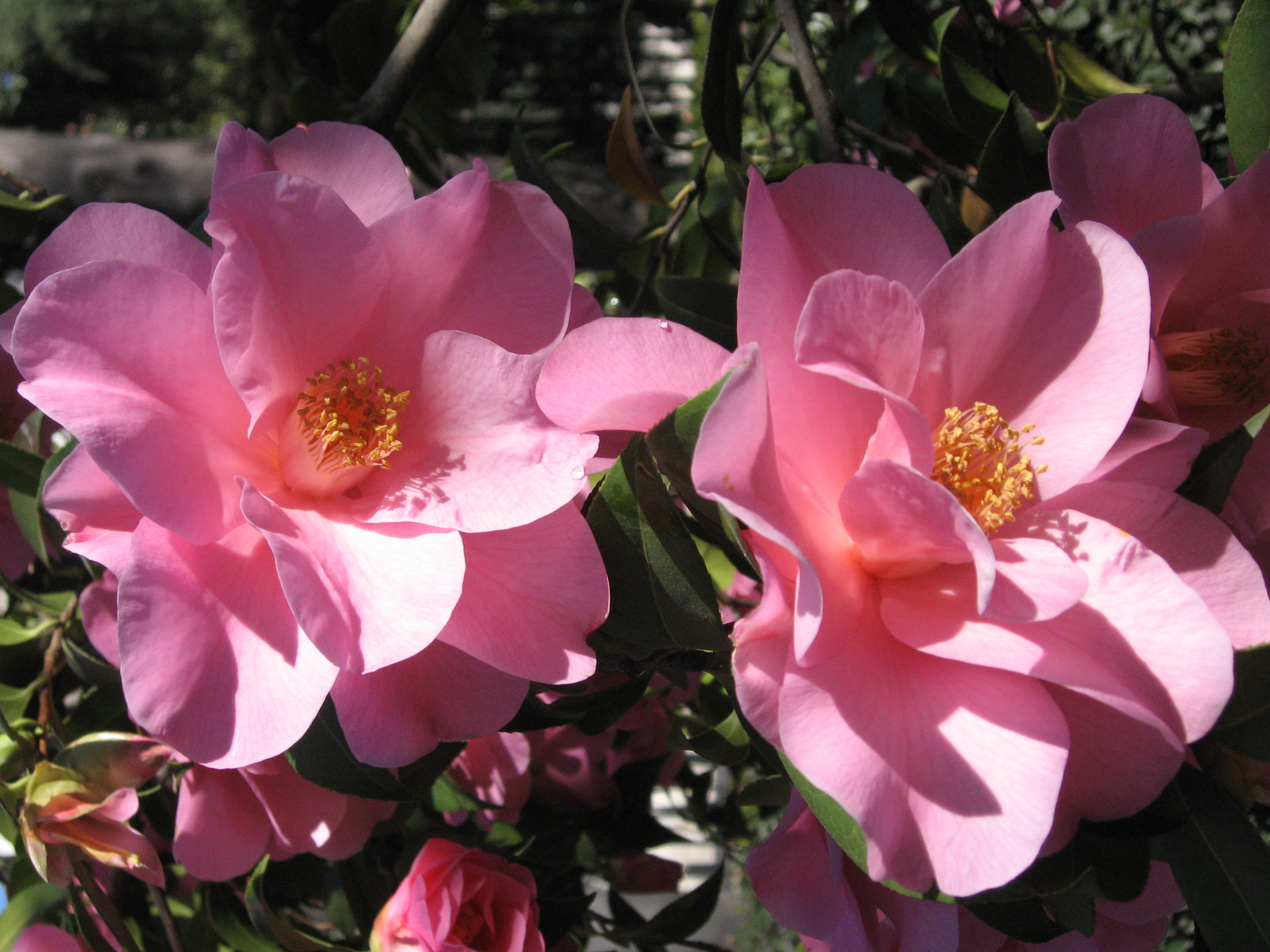
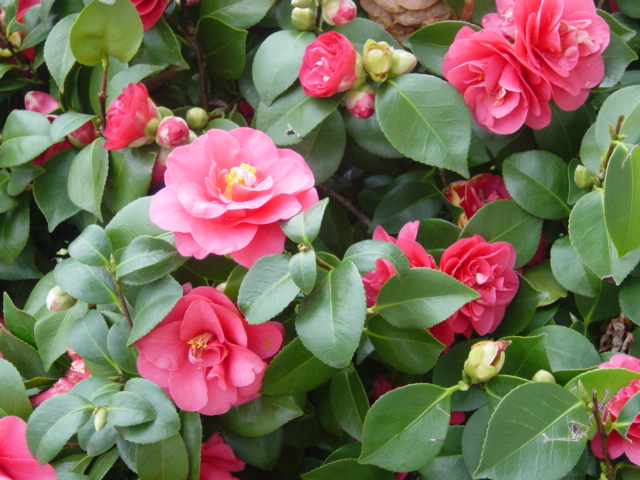
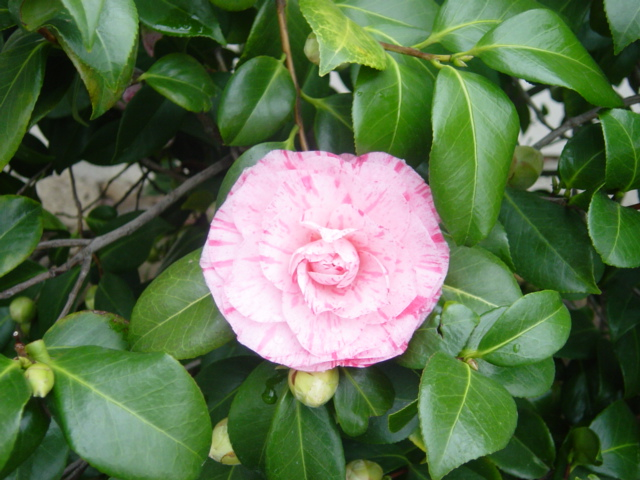
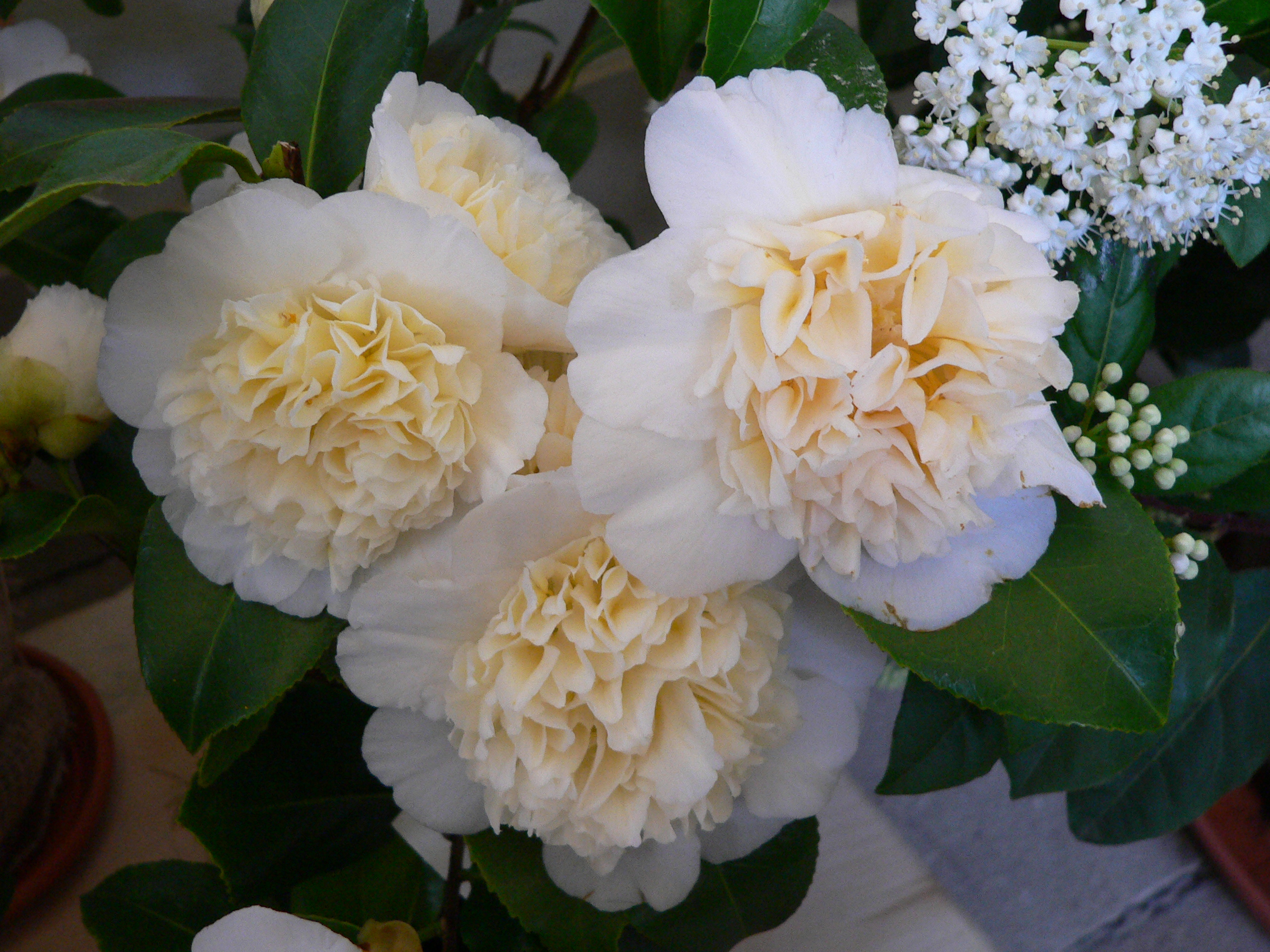
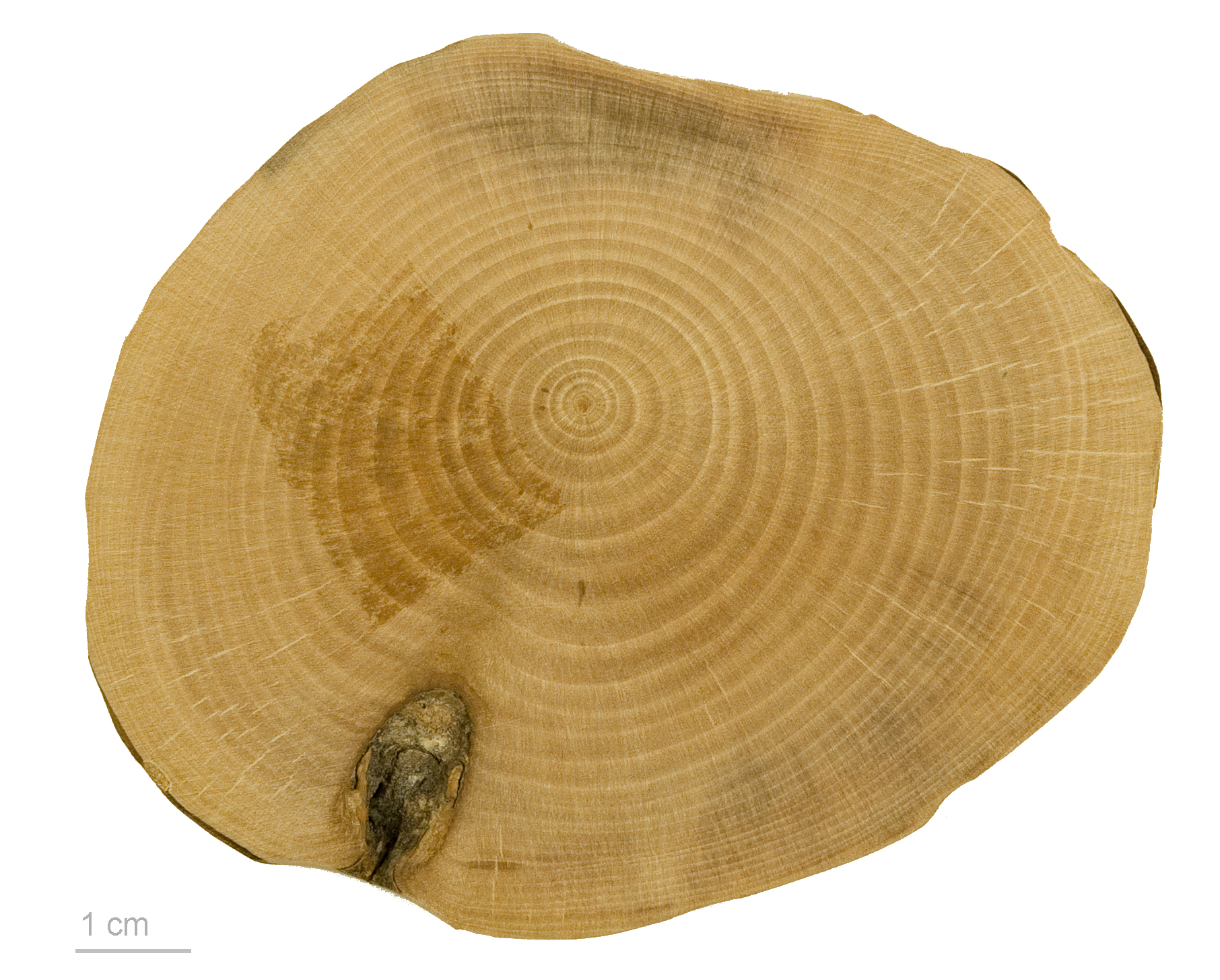
Camellia japonica - Museum specimen

## واژه‌نامه
1. ↑  Ternstroemiacees